# Лаври, Марк
Марк Ла́ври (ивр. מרק לברי‎, настоящее имя Маркус Левин; 22 декабря 1903, Рига, Российская империя, ныне Латвия — 24 марта 1967, Хайфа, Израиль) — израильский композитор и дирижёр.

## Биография
Родился в семье музыкантов Гирши-Довида Арон-Беркова Левина (из Обольцев) и Зары Маркусовны Берман. Учился в Рижской консерватории у Х. Шмидта (фортепиано) и в Лейпцигской консерватории у Германа Шерхена (дирижирование), у Пауля Гренера и Германа Грабнера (композиция) и у Роберта Тайхмюллера (фортепиано). Брал также частные уроки у Александра Глазунова (композиция) и у Бруно Вальтера (дирижирование). В 1927—1932 годах дирижировал оркестрами в Саарбрюккене и Берлине, писал музыку для балетов Рудольфа фон Лабана. В 1932—1935 годах руководил оркестром Латвийской национальной оперы и симфоническим оркестром в Риге. С 1935 года — в Подмандатной Палестине (с 1948 года — Израиль). В 1941—1947 годах — дирижёр Палестинской народной оперы, в 1947—1949 годах — дирижёр народного симфонического оркестра. В 1950—1959 годах руководил музыкальной частью передач радиостанции Всемирной сионистской организации. С 1962 года — дирижёр Хайфского симфонического оркестра. Был также президентом Ассоциации композиторов Израиля. Писал музыку к спектаклям. Часто использовал в своих сочинениях палестинский фольклор.

## Сочинения
- опера «Страж Дан»[2] (либретто Макса Брода по пьесе Шина Шалома[фр.], 1945)
- опера «Тамар и Иуда» (1958)
- вокально-симфоническая оратория «Песнь песней» (либретто Макса Брода)
- кантата «Листья траура»
- оратория «Эсфирь» (1951–52)
- «Субботняя литургия» (1951–52)
- оратория «У рек Вавилонских»
- оратория «Менахем-Мендл — фантазёр» (по Шолом-Алейхему)
- четыре симфонии, в том числе «Трагическая симфония»
- оркестровая сюита «Варшавское гетто» (1945)
- вокально-оркестровая сюита «Освобождение»[3] (на стихи Авраама Бройдеса[ивр.] и Авигдора Хамеири)
- симфоническая поэма «Эмек» («Долина») (1937)
- симфоническая поэма «Сталинград»[4] (1943)
- симфоническая поэма «Кармель» (1963)
- сюита «Израильские сельские танцы» (1953)
- сюита «Гидеон»
- каприччио «На солнце» (1966)
- концерты для фортепиано с оркестром (на израильские темы, 1945 и 1947)
- концерт для скрипки с оркестром
- концерт для скрипки и альта с оркестром
- концерт для флейты с оркестром
- концерт для арфы с оркестром
- концертино для губной гармоники с оркестром